# 3DMark
3DMark (от англ. mark — рус. метка) — название серии компьютерных тестов производительности, разработанных финской компанией Futuremark (ранее MadOnion.com). Тесты данной серии ориентированы прежде всего на графические компоненты персонального компьютера с целью определения производительности системы в компьютерных играх. Основное предназначение 3DMark — тестирование производительности и стабильности графической платы (видеокарты) и оценка её производительности в условных единицах. Последние версии 3DMark, кроме видеокарты, тестируют также производительность центрального процессора в таких задачах, как игровой искусственный интеллект и физический движок. 3DMark, по сути, визуально представляет собой компьютерную игру, которая является неинтерактивной, так как пользователь не может воздействовать на геймплей. Тесты 3DMark являются проприетарными коммерческими программами, однако все бенчмарки серии, за исключением 3DMark Vantage, имеют урезанные бесплатные версии с ограниченной функциональностью.
3DMark является одной из самых популярных и используемых программ в среде энтузиастов-оверклокеров и геймеров, которые оценивают и сравнивают производительность своих систем с помощью 3DMark.

## Общее описание 3DMark
3DMark позиционируется разработчиками как объективное, независимое, нейтральное и достоверное средство для тестирования производительности и стабильности компьютерных систем. Более того, разработчики позиционируют 3DMark, в особенности её игровые тесты, как будущее компьютерных игр. Так, во всех игровых тестах присутствуют графические технологии, которые находятся на этапе доработки и внедрения в компьютерные игры, а иногда и вовсе отсутствуют. Изначально серия 3DMark ориентировалась на DirectX API и использовала только его.
В большинстве выпусков 3DMark все тесты можно разделить на две группы: игровые тесты и синтетические специфические тесты. Первые являют собою не интерактивную почти полноценную компьютерную игру, которая работает в режиме реального времени с использованием игрового движка. В отличие от полноценной компьютерной игры пользователь не может влиять на геймплей и управлять протагонистом или виртуальной камерой, он может лишь наблюдать. Во время теста замеряется количество кадров и средняя частота кадров в секунду. Другой тип тестов загружает вычислениями и оценивает лишь конкретные специфические блоки графического процессора (GPU), например: шейдерные блоки, блоки текстурирования, растеризации и т. д. Хотя эти синтетические тесты не отражают производительность видеокарты в играх, однако они позволяют довольно точно оценить производительность конкретных блоков GPU и на этом основании дать более объективную оценку производительности GPU.

## Версии 3DMark для Windows

### XL-R8R
Ещё до выхода первого бенчмарка 3DMark компания Futuremark (тогда ещё MadOnion) создала простой бенчмарк «XL-R8R», в котором присутствовал только один графический тест на основе DirectX5, который работал в разрешении 640x480 пикселей.

### 3DMark 99
3DMark 99 — первая версия 3DMark, выпущенная 26 октября 1998 года.

### 3DMark 99 MAX
Выпущенный 8 марта 1999 года, «3DMark 99 MAX» являлся полностью обновлённой версией 3DMark 99.

### 3DMark2000
«3DMark2000», выпущенный 6 декабря 1999 года, является вторым полноценным бенчмарком из серии 3DMark.

### 3DMark2001
«3DMark2001», выпущенный 13 марта 2001 года, является третьей версией 3DMark и первым трёхмерным графическим тестом, который использовал DirectX 8. Тест состоял из четырёх сцен: имитация игры в жанре боевые гонки в футуристическом антураже, нападение дракона на деревню, воспроизведение перестрелки из кинофильма «Матрица» и сцена Nature, использующая пиксельные шейдеры.

### 3DMark2001 SE
«3DMark2001 SE» (англ. Second Edition — рус. второе издание), выпущенный 12 февраля 2002 года, является сильно расширенным вариантом 3DMark2001.

### 3DMark03
«3DMark03», выпущенный 11 февраля 2003 года, является четвёртым поколением 3DMark. Он был первой версией, которая имела поддержку Microsoft DirectX 9.0, а также вводила несколько новых особенностей. Лишь один из тестов был доступен на видеокартах без поддержки DirectX 8: имитация авиасимулятора. В числе других тестов — космические войны в Battle of Proxycon, близком по графике к Doom 3, сцена в жанре фэнтези, показывающая детальную модель персонажа-девушки, и требующая поддержки DirectX 9 сцена природного ландшафта. Все версии теста, вплоть до этой, использовали движок Max-FX, разработанный компанией Remedy Entertainment для игры Max Payne.

### 3DMark05
«3DMark05», выпущенный 29 сентября 2004 года, является пятым поколением 3DMark. Данная версия выполнена на движке собственной разработки и требует для запуска поддержки видеокартой DirectX 9. Тест состоит из трёх сцен: Return to Proxycon, также на тему космических сражений, демонстрация природного ландшафта и нападение дракона на воздушный корабль.

### 3DMark06
«3DMark06», выпущенный 18 января 2006 года, является шестым поколением 3DMark.

### 3DMark Vantage
Был выпущен 28 апреля 2008 года и стал седьмой версией 3DMark. Является первой версией, которая использует Microsoft DirectX 10. Из-за этого для запуска бенчмарка необходима операционная система Microsoft Windows Vista с пакетом обновлений Service Pack 1 или Windows 7 и видеокарта, аппаратно поддерживающая Direct3D10. Также, в отличие от всех предыдущих бенчмарков из серии, 3DMark Vantage не имеет полноценной бесплатной версии, однако можно единоразово запустить программу без лицензии. Для оценки производительности программа содержит 4 теста: два для GPU и два для CPU.

### 3DMark 11
Первые определённые сведения о 3DMark 2011 появились в середине марта 2010 года в интервью сотрудников Futuremark журналу CVG. В интервью в основном было сконцентрировано вокруг игры Shattered Horizon и будущего развития компании, но было сказано несколько фактов и о 3DMark 2011.
По словам Юкки Макинена, CEO Futuremark, компания работает над созданием следующего поколения 3DMark. Этот бенчмарк будет работать только с DirectX 11. Графические тесты будут напоминать кадры из фильмов Аватар и Армагеддон.

### 3DMark
Летом 2018 года, благодаря уязвимости в защите Steam Web API, стало известно, что точное количество пользователей сервиса Steam, которые запускали 3DMark хотя бы один раз, составляет 515 275 человек.

## 3DMarkMobile
Futuremark, кроме серии 3DMark для тестирования персональных компьютеров выпускает бенчмарки серии 3DMarkMobile для тестирования мобильных устройств.
- 3DMarkMobile ES 2.0[15]
- 3DMarkMobile ES 1.1[16]
- 3DMarkMobile JSR 239[17]
- 3DMarkMobile JSR 184[18]